# Borislaw Michajlow
Borislaw Bisserow Michajlow (bulgarisch Борислав Бисеров Михайлов, wiss. Transliteration Borislav Biserov Michajlov; * 12. Februar 1963 in Sofia) ist ein ehemaliger bulgarischer Fußballspieler und heutiger Sportfunktionär. Er war Torwart, nahm an zwei Weltmeisterschaften teil und war bis  2011 Rekordnationalspieler Bulgariens.

## Spielerkarriere
Michajlow wurde in Sofia geboren und begann bei seinem Heimatverein Lewski Sofia 1981 seine Profikarriere. Er spielte bis zum Alter von 27 Jahren für seinen Heimatverein. Mit Levski wurde er je dreimal Bulgarischer Meister und Pokalsieger. Schon 1983 gab er sein Debüt in der bulgarischen Nationalmannschaft, mit der er auch bei der Weltmeisterschaft 1986 vertreten war.
1989 wechselte er nach Portugal zu Belenenses Lissabon. Ab 1991 spielte er beim FC Mulhouse in Frankreich, 1994 wechselte er zurück in seine Heimat und schloss sich Botew Plowdiw an. Im selben Jahr erreichte Bulgarien bei der Weltmeisterschaft in den USA überraschend den vierten Platz, wobei Michajlow in allen sieben Partien im Tor stand.
Nach nur einem Jahr bei Botew wechselte er 1995 nach England zum damals zweitklassigen FC Reading, doch dem Verein gelang der angestrebte Aufstieg in die Premier League auch mit dem Star Michajlow nicht. Nach zwei Jahren verließ dieser Reading und ließ seine Karriere bei Slawia Sofia und beim FC Zürich ausklingen.
Nachdem er seit 1996 seine nicht mehr die für die Nationalmannschaft gespielt hatte, bestritt er am 5. Juni 1998 noch ein Länderspiel, das Bulgarien gegen Algerien in Michajlows Heimatstadt Sofia 2:0 gewann. Außerdem stand er bei der Weltmeisterschaft im selben Jahr im bulgarischen Kader, blieb jedoch ohne Einsatz.

## Weitere Laufbahn
Nach dem Ende seiner aktiven Karriere startete er eine Karriere als Fußballfunktionär. Von 2001 bis 2005 war er Vizepräsident des Bulgarischen Fußballverbandes, bis zu seinem Rücktritt im Oktober 2019 war er als Nachfolger von Iwan Slawkow dessen Präsident.
Im März 2011 wurde Michajlow im Exekutivkomitee der UEFA gewählt.

## Erfolge als Spieler
- Bulgarischer Meister 1984, 1985 und 1988 (jeweils mit Lewski Sofia)
- Bulgarischer Pokalsieger 1982, 1984 und 1986 (jeweils mit Lewski Sofia)
- Bulgariens Fußballer des Jahres 1986
- 4. Platz bei der Weltmeisterschaft 1994

## Sonstiges
Michajlow ist seit 1998 in zweiter Ehe mit der ehemaligen erfolgreichen bulgarischen Rhythmus-Gymnastin Marija Petrowa verheiratet.
Sein Sohn Nikolaj Michajlow (* 1988) ist ebenfalls Fußballspieler und aktueller bulgarischer Nationaltorhüter.
Bereits in seiner aktiven Zeit trug Michajlow ein Toupet.